# Landolfo II da Carcano
Landolfo II da Carcano (Milano, ... – Milano, 23 marzo 998) fu arcivescovo di Milano dal 979 al 998.

## Biografia
Sulla figura di Landolfo II ci sono giunte diverse informazioni dal cronista Landolfo Seniore.  Nella sua Historia mediolanensis egli scrive che il padre di Landolfo II, Bonizone detto anche Ambrogio, aveva governato Milano con pieni poteri sotto Ottone I e Ottone II.  Non è tuttavia chiaro se qui Landolfo intendesse dire che il padre di Landolfo II fosse stato arcivescovo oppure detentore di un titolo comitale per gestire il potere politico in città.  Bonizone sarebbe stato tra l'altro il principale artefice dell'elezione del figlio alla carica di arcivescovo; malgrado ciò, il malgoverno operato dai due non tardò ad avere i propri cattivi esiti, spingendo i Milanesi ad insorgere, scacciando l'arcivescovo che rimase in carica, ma in esilio. Secondo la narrazione di Landolfo Seniore, nella rivolta contro l'arcivescovo morì anche Bonizone, ucciso dal servo del nobiluomo Tazone da Baggio.
Questa tradizione milanese, secondo cui Landolfo fosse dovuto addirittura fuggire da Milano in seguito ad una rivolta dei cives stanchi delle prepotenze sue e di suo padre, e avesse riconquistato il potere grazie a un gruppo di milites extraurbani è stata comunque smentita, soprattutto grazie alle ricerche di Andrea Castagnetti.
Divenuto vescovo con il pieno consenso degli Ottoni, Landolfo II rinforzò la sua rete vassallatica: per conquistare il favore dei capitanei, i nobili residenti in Milano, concesse loro le rendite delle pievi della Chiesa milanese.  Furono tuttavia i parenti a beneficiare maggiormente del suo potere: fratelli e nipoti furono messi a capo di vasti feudi, ed ebbero così origine i casati dei Carcano, dei Parravicini, dei Pirovano e dei Sessa, che divennero potenti in Lombardia e in particolare a Milano.  Di conseguenza, però, restavano privati di molte rendite i canonici e gli altri preti del clero ordinario, che prestavano servizio nelle cattedrali di Milano e che incassavano le rendite di quei territori, assegnati loro come benefici.
Lo stesso Ottone III, tuttavia, cominciava a rendersi conto che questa eccessiva liberalità dell'arcivescovo Landolfo (e di altri vescovi italiani che stavano disperdendo eccessivamente il patrimonio ecclesiastico) danneggiava sia le diocesi sia lo stesso imperatore, che in caso di bisogno non avrebbe più potuto contare su vescovi dotati di un grande patrimonio e quindi militarmente forti.  È in questo contesto che Ottone, nel 998 a Pavia, emise il Capitulare Ticinense (Capitulare Ticinense de praediis ecclesiarum neve per libellum neve per emphyteusin alienandis, "Capitolare di Pavia sui patrimoni ecclesiastici che non devono essere alienati né attraverso un libello né per enfiteusi": il libello e l'enfiteusi erano cessioni del diritto utile sui territori per lunghissimi periodi o addirittura in perpetuo; naturalmente il diritto di proprietà restava alla Chiesa, ma si trattava di un riconoscimento solo formale).  Si comincia in questo periodo a parlare di riforma della Chiesa, sulla base dell'idea che solidità economica della Chiesa e potere imperiale fossero strettamente collegati.
Nel novembre 997, Landolfo II diede ordini perché si facesse erigere un monastero dedicato a san Celso, presso la cui chiesa avrebbe dovuto essere sepolto alla sua morte. Durante i lavori venne rinvenuto il corpo di san Castriciano, vescovo milanese, che Landolfo II fece deporre con tutti gli onori nella cripta di San Giovanni in Conca.
Landolfo II morì a Milano il 23 marzo 998. Fu sepolto presso la chiesa di San Celso, da lui fondata.